# Tougan
Tougan is een stad in Burkina Faso en is de hoofdplaats van de provincie Sourou.
Tougan telde in 2006 bij de volkstelling 17.548 inwoners.